# 扬·沃帕特
扬·沃帕特（捷克語：Jan Vopat，1973年3月22日—），捷克男子冰球运动员，场上位置是后卫。他曾代表捷克国家队参加1994年冬季奥林匹克运动会冰球比赛，获得第五名。